# Chris Coenen
Christiaan (Chris) Coenen (Maastricht, 4 april 1937 – Mechelen, 13 oktober 2023) was een Nederlandse voetballer en trainer.

## Levensloop
Coenen begon met voetballen bij RKVCL. Op 12-jarige leeftijd maakte hij de overstap naar de jeugd van MVV. Vijf jaar later werd hij door hoofdtrainer Viktor Havlicek overgeheveld naar het tweede elftal.
Hij maakte op 25 april 1956 zijn debuut in het eerste in de thuiswedstrijd tegen Sittardia. Ondanks een doelpunt van de 19-jarige debutant verloor MVV met 2-3. Coenen behield zijn basisplaats en speelde de laatste tien duels van de competitie mee. Op dat moment speelde MVV in de Hoofdklasse B, die een jaar later overging in de Eredivisie. Coenen speelde in de tijd ook voor Nederland onder 23 jaar. Zijn positie was rechtsbuiten.
In zijn eerste jaren bij MVV wist Coenen regelmatig het doel te vinden en groeide snel uit tot een vaste waarde van de club. MVV was in deze jaren een degelijke middenmoter en schuurde af en toe tegen de top aan. Zo eindigde de club in het seizoen 1956/57 als vierde en een jaar later als vijfde.
In de laatste twee jaar bij MVV raakte Coenen steeds meer in onmin met de clubleiding. Zo werd hij verschillende keren geschorst of beboet.
In juni 1965 maakte hij de overstap naar Fortuna '54 uit Geleen. In september 1965 werd hij geselecteerd voor het Nederlands Elftal en speelde mee in een oefenwedstrijd tegen Standard Luik. Op 21 januari 1968 maakte Coenen de vijftigduizendste treffer in de Eredivisie.  Op 1 juli 1968 fuseerde Fortuna'54 met Sittardia uit Sittard. Aanvankelijk stond de club bekend onder de naam Fortuna-Sittardia Combinatie (FSC), later als Fortuna Sittard. Fortuna '54 was in het laatste jaar van haar bestaan gedegradeerd naar de Eerste Divisie, maar omdat het hoger geëindigde Xerxes/DHC zich terugtrok uit het betaald voetbal, mocht FSC in de Eredivisie blijven. Een jaar later degradeerde de fusieclub alsnog. Coenen kwam in de Eerste divisie nog twee keer in actie voor FSC. Daarna stopte hij als profvoetballer en ging als speler-trainer in België aan de slag bij  Rapid Spouwen.
Coenen bleef bij het voetbal betrokken en trainde verschillende amateurclubs. Zo was hij trainer bij WVV '28 en VV Standaard, beide uit Maastricht. In november 1992 werd Coenen aangesteld als trainer bij de Maastrichtse vierdeklasser RKSV Rapid waar hij tot 1994 aanbleef.
Coenen overleed op 86-jarige leeftijd in Mechelen.

## Statistieken
| Seizoen | Club        | Land               | Competitie     | Wedstr. | Doelp. |
| ------- | ----------- | ------------------ | -------------- | ------- | ------ |
| 1955/56 | MVV         | Vlag van Nederland | Hoofdklasse B  | 10      | 2      |
| 1956/57 | MVV         | Vlag van Nederland | Eredivisie     | 25      | 4      |
| 1957/58 | MVV         | Vlag van Nederland | Eredivisie     | 32      | 15     |
| 1958/59 | MVV         | Vlag van Nederland | Eredivisie     | 24      | 5      |
| 1959/60 | MVV         | Vlag van Nederland | Eredivisie     | 32      | 14     |
| 1960/61 | MVV         | Vlag van Nederland | Eredivisie     | 34      | 15     |
| 1961/62 | MVV         | Vlag van Nederland | Eredivisie     | 21      | 7      |
| 1962/63 | MVV         | Vlag van Nederland | Eredivisie     | 28      | 9      |
| 1963/64 | MVV         | Vlag van Nederland | Eredivisie     | 27      | 9      |
| 1964/65 | MVV         | Vlag van Nederland | Eredivisie     | 18      | 6      |
| 1965/66 | Fortuna '54 | Vlag van Nederland | Eredivisie     | 22      | 7      |
| 1967/67 | Fortuna '54 | Vlag van Nederland | Eredivisie     | 31      | 6      |
| 1968/68 | Fortuna '54 | Vlag van Nederland | Eredivisie     | 30      | 4      |
| 1968/69 | FSC         | Vlag van Nederland | Eredivisie     | 22      | 3      |
| 1969/70 | FSC         | Vlag van Nederland | Eerste divisie | 2       | 0      |
| Totaal  |             |                    |                | 358     | 106    |